# کارمنیتا
کارمنیتا (به اسپانیایی: Carmonita) یک شهرستان در اسپانیا است که در استان باداخس واقع شده‌است.